# OKK Belgrad
Omladinski Košarkaški Klub Belgrad (serbisch-kyrillisch ОКК Београд; Transliteration: OKK Beograd) ist ein serbischer Basketballverein aus Belgrad. Er wurde viermal jugoslawischer Basketballmeister und dreimal Pokalsieger.

## Geschichte
Der Verein wurde 1945 als Metalac gegründet. 1950 änderte man den Namen in BSK, bis sich der Klub 1958 in OKK Beograd umbenannte und zusammen mit weiteren Sportklubs wie dem Fußballklub OFK Belgrad Teil des Sportvereins OK Belgrad ist.
1953 wurde Borislav Stanković Trainer der ersten Herrenmannschaft und es begann die erfolgreichste Phase des Vereins, als Radivoj Korać 1955 in die erste Mannschaft aufrückte. Im Jahr 1958 gewann man erstmals die jugoslawische Meisterschaft. Bis 1964 folgten drei weitere Titel sowie zwei Pokalsiege. Auch in Europa sorgte man für Furore. Dreimal erreichte der Verein das Halbfinale des Europapokals der Landesmeister, dem damals bedeutendsten Europapokal. Nur wegen schlechter Auswärtsleistungen in diesen Halbfinals schaffte man es nie ins Finale. 1966 verließ Stanković endgültig den Trainerposten und wechselte nach Italien zu Pallacanestro Cantù, während Korać 1967 ebenfalls ins Ausland wechselte.
Als die lokale Konkurrenz vom Roten Stern OKK wieder als erfolgreichsten Belgrader Klub verdrängt hatte, erreichte OKK im erstmals ausgetragenen Korać-Cup, dem der 1969 früh verstorbene Korać seinen Namen gegeben hatte, 1972 endlich ein Europapokal-Finale. Doch hier unterlag die Mannschaft ausgerechnet der nationalen Konkurrenz von KK Cibona Zagreb.
Seit Jahrzehnten gehört OKK Belgrad zum Inventar der jugoslawisch-serbischen ersten Liga im Basketball und dort auch zu den Top-Teams. Trotzdem konnte seit 1964 keine Meisterschaft mehr gewonnen werden. Dies liegt zum großen Teil auch am Stadtrivalen Partizan, der die letzten elf Titel in Serie holte.

## Halle
Der Verein trägt seine Heimspiele in der 8.178 Plätze umfassenden Aleksandar-Nikolić-Halle aus. 

## Erfolge
- 4× Jugoslawischer Meister (1958, 1960, 1963, 1964)
- 3× Jugoslawischer Pokalsieger (1960, 1962, 1993)
- 3× Halbfinalist Europapokal der Landesmeister (1959, 1964, 1965)
- Finalist des Korać-Cup (1972)

## Bekannte Spieler
| - / Aleksandar Nikolić 1950/51 - Radivoj Korać 1955–67 - / Miodrag Nikolić - / Slobodan Gordić - / Zoran Maroević - / Žarko Knežević - / Rajko Žižić 1971–80 - / Veselin Matić 1980–88 | - / Zoran Radović 1992/93, 1994–95 - / Nebojša Zorkić 1993/94 - / Zoran Jovanović 1995/96 - / Nikola Dačević 1996/97 - Paul Henare 2002/03 - / Vladimir Micov 2003/04 - / Miloš Borisov 2005/06 - Aleksej Nešović seit 2012 |

## Trainer
| - Miroljub Denić (1946–1948) - Radomir Putnik (1949) - Mihajlo Krnić (1950–1951) - Aleksandar Nikolić (1952) - Strahinja Alagić (1953) - Borislav Stanković (1954–1961) - Aleksandar Nikolić (1962–1963) - Borislav Stanković (1964–1965) - Slobodan Ivković (1966–1967) - Todor Lazić (1967–1968) - Borivoje Cenić (1968–1969) - Borislav Stanković (1969–1970) - Borivoje Cenić, Branislav Rajačić (1970–71) - Borivoje Cenić (1971–1972) - Todor Lazić (1972–1975) - Branislav Rajačić (1975–1979) - Slobodan Ivković (1979–80) - Branislav Rajačić, Slobodan Ivković, Petar Marković (1980–81) - Slobodan Ivković, Duško Vujošević (1981–82) - Duško Vujošević (1982–83) - Vojislav Vezović (1983–84) | - Dragoljub Pljakić (1984–85) - Dragoljub Pljakić, Životije Ranković (1985–86) - Životije Ranković, Zdravko Rajacić (1986–87) - Zdravko Rajačić (1987–1989) - Veselin Matić (1989–90) - Marijan Novović (1990–91) - Marijan Novović, Gordan Todorović, Vojislav Vezović (1991–92) - Rajko Žižić (1992–93) - Rajko Žižić, Gordan Todorović (1993–94) - Igor Kokoškov, Ivan Jeremić (1994–95) - Zoran Prelević (1995–96) - Slobodan Nikolić (1996–97) - Nenad Vučinić (2002–2003) - Jovica Antonić (2003) - Luka Pavićević (2003–2004) - Dejan Mijatović (2004–2006) - Vlade Đurović (2011–2013) - Milovan Stepandić (2013–2015) - Vlade Đurović (2015–2016) - Darko Kostić (ab 2016) |